# Bosque Lyman-alfa

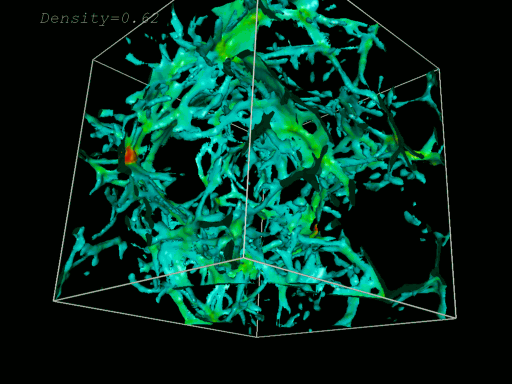
Una simulación por computadora de una posible configuración del bosque de Lyman-alfa en Z = 3.

El bosque de Lyman-alfa, en espectroscopia astronómica, es el conjunto de líneas de absorción que aparecen entre la transición Lyman-alfa del hidrógeno neutro y la localización desplazada al rojo de esta transición en el espectro de un cuásar o una galaxia lejana.
Estas líneas de absorción se producen por las nubes de hidrógeno neutro que se encuentran entre nosotros y el objeto distante. Debido a la ley de Hubble los objetos presentan un desplazamiento al rojo de sus líneas espectrales proporcional a la distancia a la que se encuentran de nosotros. Al encontrarse la luz emitida por el cuásar con una nube de hidrógeno se produce una absorción Lyman-alfa al desplazamiento al rojo que le corresponde a la nube. De esta manera vemos distintas líneas de absorción correspondientes a nubes a distintas distancias. El conjunto de estas líneas (bosque) se encuentra entre la línea Lyman-alfa del cuásar y zona donde se encontraría la línea a una distancia nula (sin desplazamiento al rojo; 121,6 nm).
Este bosque de líneas permite comprobar las propiedades del medio intergaláctico al poder observar regiones que de otro modo serían imposibles de detectar. Estas regiones se encuentran a distintas distancias y muestrean distintas edades del Universo, de esta manera se pueden usar para realizar estudios cosmológicos.
La densidad de líneas en el bosque de Lyman-alfa aumenta con el desplazamiento al rojo (Z), hasta que a Z ~ 6 hay tanto hidrógeno neutro en el medio intergaláctico que las líneas de absorción se funden en un canal de Gunn-Peterson. La aparición de este efecto señala el fin de la época de reionización del universo.

## Historia
El bosque de Lyman-alfa fue descubierto por primera vez en 1970 por el astrónomo Roger Lynds en una observación del cuásar 4C 05.34, objeto más lejano observado hasta esa fecha, en cuyo espectro Lynds notó un número inusualmente grande de líneas de absorción, sugiriendo que la mayoría de estas se debían a la misma transición Lyman-alfa. Las observaciones de seguimiento de John Bahcall y Samuel Goldsmith confirmaron la presencia de líneas de absorción inusuales, aunque fueron menos concluyentes sobre el origen de las líneas.. Posteriormente, se observó que los espectros de muchos otros cuásares de gran desplazamiento al rojo tenían el mismo sistema de líneas de absorción estrechas. Lynds fue el primero en describirlos como el «bosque de Lyman-alfa». Jan Oort argumentó que las características de absorción no se deben a ninguna interacción física dentro de los cuásares, sino a la absorción dentro de las nubes de gas intergaláctico en supercúmulos.